# Partido de la Federación Nacional
El Partido de la Federación Nacional (en hindi fiyiano: नेशनल फेडरेशन पार्टी; en fiyiano: Mataisoqosoqo ni National Federation) es un partido político fiyiano fundado por A. D. Patel en noviembre de 1968, como una fusión del Partido de la Federación y el Partido Democrático Nacional. 
Aunque afirma representar a todos los habitantes de Fiyi, en la práctica cuenta con el apoyo casi exclusivo de indofiyianos cuyos antepasados llegaron a Fiyi entre 1879 y 1916, principalmente como trabajadores contratados. Sin embargo, en las elecciones de 2018, el partido registró un cambio considerable en su base de apoyo debido a la inclusión de más candidatos fiyianos autóctonos.

## Resultados electorales
| Elección        | Líder              | Votos   | %     | Escaños | +/–         | Posición | Estatus            |
| --------------- | ------------------ | ------- | ----- | ------- | ----------- | -------- | ------------------ |
| 1972            | Sidiq Koya         | 241,866 | 33.9% | 19/52   | 19          | 2°       | Oposición          |
| Marzo 1977      | Sidiq Koya         | 332,764 | 45.2% | 26/52   | 7           | 2°       | Oposición          |
| Septiembre 1977 | Jai Ram Reddy      | 320,813 | 44.3% | 15/52   | 11          | 2°       | Oposición          |
| 1982            | Jai Ram Reddy      | 403,548 | 41.2% | 22/52   | 7           | 2°       | Oposición          |
| 1987            | Harish Sharma      | 461,056 | 47.1% | 28/52   | 6           | 1°       | Gobierno           |
| 1992            | Harish Sharma      | 56,951  | 16.1% | 14/70   | 14          | 2°       | Oposición          |
| 1994            | Jai Ram Reddy      | 63,097  | 17.8% | 20/70   | 6           | 2°       | Oposición          |
| 1999            | Jai Ram Reddy      | 104,985 | 14.6% | 0/70    | 20          | 3°       | Extraparlamentario |
| 2001            | Attar Singh        | 32,961  | 10.1% | 1/71    | 1           | 3°       | Oposición          |
| 2006            | Raman Pratap Singh | 47,615  | 6.2%  | 0/71    | 1           | 3°       | Extraparlamentario |
| 2014            | Biman Prasad       | 27,066  | 5.5%  | 3/50    | 3           | 3°       | Oposición          |
| 2018            | Biman Prasad       | 33,515  | 7.38% | 3/51    | Sin cambios | 3°       | Oposición          |
| 2022            | Biman Prasad       | 41,830  | 8.89% | 5/55    | 2           | 3°       | Gobierno           |